# Grounded for Life
Grounded for Life es una serie de televisión estadounidense de comedia emitida entre los años 2001 y 2005, si bien pudo verse varios años después de su fin en algunas retransmisiones en Latinoamérica por el canal Fox.
Trata sobre la vida cotidiana de una típica familia de clase media estadounidense asentada en el área de Nueva York, de religión católica y ascendencia irlandesa. El eje de la trama en cada episodio es la resolución de distintas problemáticas que, debido a la juventud o inexperiencia de los diferentes miembros, siempre terminan empeorando.
Se transmitieron 5 temporadas, las cuales han sido puestas a la venta en DVD.

## Elenco
- Sean Finnerty - Donal Logue
- Claudia Finnerty - Megyn Price
- Eddie Finnerty - Kevin Corrigan
- Lily Finnerty - Lynsey Bartilson
- Jimmy Finnerty - Griffin Frazen
- Henry Finnerty - Jake Burbage
- Walt Finnerty - Richard Riehle (temporadas 1-2; reaparece después)
- Brad O'Keefe - Bret Harrison (apariciones en temporadas 2-5)
- Dan O'Keefe - Gregory Jbara (apariciones en temporadas 2-5)
- Hermana Helen - Miriam Flynn (apariciones en temporadas 1-5)
- Dean Piramatti - Mike Vogel (apariciones en temporadas 2-4)

## Personajes
- Sean Finnerty. Interpretado por Donal Logue. El padre de familia. Antiguo trabajador de construcción en el metro de Nueva York. Deja este empleo para dedicarse al sueño de su vida: atender un bar, aventura en la cual es acompañado por su hermano Eddie. Su comportamiento irresponsable durante la juventud lo lleva a embarazar a su novia, Claudia Bustamente, cuando ambos aún no concluyen el bachillerato. Terminan casándose y procrean otros tres hijos (el último casi al final de la serie). Si bien ama a sus hijos y trata de actuar como un padre responsable, generalmente su inexperiencia y/o impulsividad le llevan a empeorar lo que pareciera ser un problema relativamente fácil de resolver, y con frecuencia dando como resultado la involuntaria humillación tanto de él mismo como de su familia. El bar "La Bota Roja" le trae muy buenos recuerdos por su origen irlandés, aunque se ve obligado a venderlo en la 5.ª temporada debido al nuevo embarazo de su esposa (cosa que siempre lamentará, en especial al vendérselo a una de las exnovias de Eddie, Amy "la loca", que hizo una fortuna vendiendo fotos de Eddie desnudo). Cada novio que Lily ha tenido le ha desagradado, excepto Dean, el novio más duradero de su hija después de Brad. Incluso le llegaron a ocultar el noviazgo de Lily y Brad, sin embargo termina apreciando a éste como alguien más de la familia.

- Claudia Finnerty. Interpretada por Megyn Price. La joven madre quien trabajaba ocasionalmente, dedicándose la mayoría del tiempo a las labores del hogar. Muy irresponsable durante su juventud debido al embarazo prematuro de Lily, no obstante no lamentó aquel suceso. Estuvo de novia con un joven llamado Tim pero cortaron y luego conoció a Sean. Debido a que no pudo iniciar la Universidad por el nacimiento de Lily, consiguió un gran empleo mal pagado como acomodadora de mesas en un fino restaurante, y luego fue de empleo en empleo sin un rumbo fijo y ya para la 4.ª temporada fue a la universidad y se graduó. Cuando Sean compró el bar, apoyó a Eddie en quemarlo para conseguir el dinero de la póliza que luego en venganza Sean canceló, y echó a Eddie por filmar pornografía en la casa y no comprendió por qué siempre es premiado en la inmoralidad. En la 5.ª temporada volvió a embarazarse en un jacuzzi. De carácter tranquilo, casi siempre tiene razón sobre todas las cosas, ya que es ella quien resuelve los problemas, sin embargo sin Sean se volvería loca. Pensó en ponerle a la bebé recién nacida Rose pero debido a que no dejaban de decir que era por la película Titanic se lo cambió por Grace. Ella fue el motivo de la lujuria de muchos chicos en la escuela, en especial de Brad.

- Eddie Finnerty. Interpretado por Kevin Corrigan. El tío Eddie, hermano de Sean, probablemente el personaje más irresponsable y desequilibrado de la serie. Aunque trabaja en el bar "La Bota Roja" junto a su hermano, ya de antemano conduce todo tipo de negocios de dudosa legalidad, muy acorde con su personalidad de vividor. Aunque en general su tendencia a ser aprovechado y mafioso termina metiendo en líos a toda la familia, no es raro que acabe apoyándolos para salir de algún problema, siendo frecuente que aleccione a sus sobrinos de un modo por demás heterodoxo. Lo mismo puede decirse de la atracción sexual que siente por Claudia -su cuñada-, la cual manifiesta abiertamente a través de insinuaciones o comentarios directos, si bien en realidad nunca trata de propasarse, mostrando así cierta lealtad a la que considera su verdadera familia.

- Lily Finnerty. Interpretada por Lynsey Bartilson. La hija mayor, bastante caprichosa. La típica adolescente histérica, consumista y manipuladora, aunque en el fondo es buena persona. Nació cuando sus padres eran muy jóvenes.

- Jimmy Finnerty. Interpretado por Griffin Frazen. El hijo del medio. Hermano estudioso, estuvo obsesivamente enamorado de su vecina.

- Henry Finnerty. Interpretado por Jake Burbage. El hermano menor, bastante problemático, le gusta gastar bromas al resto de la familia.

- Walt Finnerty. Interpretado por Richard Riehle. El abuelo, padre de Sean y Eddie. Trabajó toda su vida en un basurero, y tras su jubilación se dedicó a consentir a sus nietos y viajar.

- Brad O'Keefe. Interpretado por Bret Harrison. El vecino, compañero de escuela de Lily. Al principio el típico nerd enamorado de Lily. Luego siguió siendo nerd, pero logró conquistar a su vecina.

- Dan O'Keefe. Interpretado por Gregory Jbara. El padre de Brad y vecino de la familia Finnerty. Se lleva muy mal con Sean, con el que se ha enfrentado en varias ocasiones.

- Hermana Helen. Interpretada por Miriam Flynn. Directora del colegio católico al que asistían los niños. En constante conflicto con Sean y Eddie, ya que los conocía de su época de estudiantes y tenía una muy mala opinión de la familia.